# Jonas Collin
Jonas Collin, född 6 januari 1776, död 28 augusti 1861, var en dansk ämbetsman. Han var far till Edvard Collin samt farfar till Edgar Collin och zoologen Jonas Sigismund Collin.
Collin blev assessor i Finanskollegiet 1801 och var efter dess upphörande 1816-1848 medlem av Finansdeputationen. Därutöver innehade han en rad offentliga uppdrag, var 1809-1855 president i Landhusholdningsselskabet, 1820 en av stiftarna och första direktionsmedlemmarna i Sparekassen for København og Omegn jämte många andra uppdrag. 1829 blev Collin konferensråd, och 1847 excellens. Såsom bland annat sekreterare i fonden Ad usus publicos 1803-32, ur vilken statens understöd till konst-, litteratur- och vetenskapsidkare utgick, samt 1821-1829 och 1842-1849 medlem av Kungliga teaterns direktion, och fick därigenom ett stort inflytande över danskt konstliv. Han var också en viktig mecenat, och var den som omhändertog och banade väg för H.C. Andersen. Även för Johan Ludvig och Johanne Luise Heiberg var han ett ovärderligt stöd. Det var också Collins förtjänst att Bertel Thorvaldsens verk bevarades i statens ägo och att ett museum för dennes alster inrättades.